# Angerstein
Angerstein är en tysk-svensk släkt med härkomst från Angerstein, Niedersachsen, Tysk-romerska riket, med uppgifter om tidigare ursprung från Ungern.
Släkten, som invandrade till Sverige genom Anders Angerstein (1614–1659), ska enligt uppgift härröra från den ungerske smeden Stephan Chrachta, som på 1200-talet adlats von Angerstein av den tysk-romerske kejsaren Fredrik II och förlänats bergsbruket Angerstein vid floden Leine i Tysk-romerska riket. 
År 1981 omvandlades de angersteinska bruket i Vikmanshyttan till ett regionalt näringslivshistoriskt museum med namnet Vikmanshyttans bruksmuseum.

## Medlemmar i urval
- Andrae von Angerstein, Anders Angerstein (1614–59), brukspatron, invandrade till Sverige från Tyskland 1639
- Johan Angerstein (1646–1716), son till Anders Angerstein, brukspatron
- Johan Angerstein (1672–1720), son till Johan Angerstein (1646–1716)
- Reinhold Rücker Angerstein (1718–1760), assessor, sonson till Johan Angerstein (1646–1716)
- Johan Angerstein (1726–1790), kusin till Reinhold Rücker Angerstein, brukspatron
- Uno Angerstein (1818–74), sonsons sonsons son till Anders Angerstein, industriman, konstnär och lantbrukare